# El Charco
El Charco – miasto w Kolumbii, w departamencie Nariño.